# 佐藤真貴
佐藤 真貴（さとう まき）は、宮城県在住のフリーアナウンサー。山形県出身。

## 来歴
- 2008年よりアナウンサーとしてのキャリアを始める。

## 担当番組
- 東北放送ラジオ - 河北新報ニュース（土曜夜から日曜朝まで）（2011年3月 - ）
- 東北放送テレビ  - TBCニュース（土曜21:55-22:00）、JNNニュース（日曜6:54頃）
- エフエムたいはく - ほっとすてーしょん